# Ратко Перић
Ратко Перић (Прибој, код Лопара, 20. октобар 1914 — Мељине, код Херцег Новог, 4. новембар 1985), учесник Народноослободилачке борбе, генерал-мајор ЈНА и народни херој Југославије.

## Биографија
Родио се у Прибоју код Лопара 20. октобра 1914. године у сиромашној сеоској породици. Када је завршио основну школу у свом родном месту, једно време је радио на очевом имању, а затим је постао рудар у Мајевичким рудницима. Учествовао је у више штрајкова рудара.
Од почетка рата није се мирио са окупацијом и у првим акцијама партизанских трупа на Мајевици се истицао одлучношћу и храброшћу. Убрзо постаје члан КПЈ. Када је формиран Мајевички партизански одред борци су га изабрали за командира чете, а убрзо постаје и заменик команданта одреда. Четници су напали Штаб Мајевичког партизанског одреда у Вукосавцима (са којима је постојао договор о ненападању) и том приликом погинуло је већина руководства на челу са командантом одреда Иваном Марковићем Ирцем и политичким комесаром Фадилом Јахићем Шпанцем. Перић је успео да преживи и преузео је команду над одредом. Одлучио је да пређу на територију Бирчанског НОП одреда и да се ту укључе у борбу. Тиме су постали покретна војна јединица. Од бораца овог одреда је формиран Ударни батаљон у селу Дрињачи, а за команданта је изабран Ратко Перић.
Истакао се у борбама против четника на Мајевици у новембру 1942. године као члан новоформиране Шесте источнобосанске бригаде. У пролеће је именован за команданта Другог мајевичког НОП одред. Када је прерастао у бригаду постао је заменик бригаде. Учесник је битке на Сутјесци, а након пробоја постао је командант Петнаесте мајевичке бригаде. У нападу на Тузлу је тешко рањен. Након опоравка постављен је за команданта Трећег мајевичког НОП одреда, а у марту 1944. године постаје заменик оманданта 38. источнобосанске дивизије. ОД 1943. године био је већник ЗАВНОБиХ-а
Након рата обављао је неколико одговорних функција у ЈНА. Био је члан Савета републике Босне и Херцеговине. Добитник је награде ЗАВНОБиХ-а, носилац Партизанске споменице и других одликовања. Преминуо је у Мељинама код Херцег Новог 4. новембра 1985. године.
Указом председника ФНР Југославије Јосипа Броза Тита, 24. јула 1953. године, проглашен је за народног хероја.